# Харден, Марша Гей
Ма́рша Гей Ха́рден (англ. Marcia Gay Harden, род. 14 августа 1959) — американская актриса. Лауреат премии «Оскар» за роль второго плана в биографической драме «Поллок» (2000). Ранее она снялась в фильмах «Перекрёсток Миллера» (1990), «Клуб первых жён» (1996), «Флаббер» (1997) и «Знакомьтесь, Джо Блэк» (1998). В 2004 году снова была номинирована на «Оскар» за роль в фильме «Таинственная река» (2003). Харден также снялась в ряде голливудских картин, таких как «Космические ковбои» (2000), «В диких условиях» (2007), и «Мгла» (2007), за участие в последнем она получила премию «Сатурн».

## Ранняя жизнь
Марша Гей Харден родилась в Ла-Холье (штат Калифорния), и была третьей из пяти детей в семье. Её отец был военнослужащим, поэтому семья постоянно меняла место жительства, и Харден жила в Японии, Германии, Греции, Калифорнии и Мэриленде. В 1976 году она окончила среднюю школу в Клинтоне (штат Мэриленд), а после Техасский университет в Остине со степенью бакалавра театральных искусств. После она продолжила обучение актёрскому мастерству в Нью-Йоркском университете, где получила сразу две степени.

## Карьера
В 1979 году Марша Гей Харден дебютировала в студенческом фильме, а в восьмидесятых появилась в нескольких телевизионных шоу. Её прорывом стала главная женская роль в фильме Братьев Коэн «Перекрёсток Миллера» 1990 года, после чего в прессе актрису стали называть «многообещающим новым артистом». Тем не менее, Харден не стремилась стать исполнительницей главных женских ролей, и начала строить карьеру характерного актёра, играя разнообразные роли, как на телевидении, так и в кино. В 1992 году она сыграла роль Авы Гарднер в мини-сериале «Синатра», а затем появилась напротив Ширли Маклейн, Джессики Тэнди и Кэти Бейтс в кинофильме «Второе дыхание».
В 1993 году Харден дебютировала на бродвейской сцене в пьесе «Ангелы в Америке». Роль принесла ей похвалу от критиков, а также первую номинацию на премию «Тони» за лучшую женскую роль второго плана в пьесе, но проиграла награду Дебре Монк. На большой экран она вернулась в 1996 году с ролью в независимом фильме «Гриль-бар „Порох“», который принес ей похвалу от критиков. После она появилась в фильмах «Клуб первых жён», «Неистребимый шпион», «Флаббер», «Отчаянные меры» и «Знакомьтесь, Джо Блэк», где исполняла роли второго плана, прежде чем в 2000 году сыграть основную женскую роль в фильме «Космические ковбои» с Томми Ли Джонсом.
В 2001 году Харден получила премию «Оскар» за лучшую женскую роль второго плана, за роль Ли Краснер в фильме «Поллок». Её победа стала неожиданностью, а благодаря премии, Харден стала чаще появляться на экране. В сезоне 2001-02 годов она снялась в сериале «Воспитание Макса Бикфорда», который был закрыт после одного сезона, а также сыграла главные роли в нескольких телефильмах. В 2004 году она вновь номинировалась на «Оскар» за роль в фильме «Таинственная река», а после снялась в картинах «Улыбка Моны Лизы», «Добро пожаловать в Лосиную бухту», «Несносные медведи», «Американская мечта», «Мёртвая девушка», «Мистификация», «Холст» и «Невидимый».
В 2007 году Марша Гей Харден получила похвалу от критиков за свои роли в фильмах «В диких условиях» и «Мгла». В 2007 году она номинировалась на премию «Эмми» в категории «Лучшая приглашённая актриса в драматическом телесериале» за гостевую роль в сериале «Закон и порядок: Специальный корпус», а в 2009 году на «Эмми» за лучшую женскую роль второго плана в мини-сериале или фильме в телефильме «Храброе сердце Ирены Сендлер». В 2009 году она сыграла роль Клэр Мэддокс со втором сезоне сериала «Схватка». После она выиграла «Тони» за лучшую женскую роль в пьесе за роль в пьесе «Бог резни». В 2012 году она снялась в пилоте ситкома NBC «Изабель», а между тем была гостем в сериалах «Дорогой доктор», «Следствие по телу» и «Новости». В 2013 году Харден снимается в одной из главных ролей в ситкоме канала ABC «Третья жена». Сериал с момента старта получал похвалу от критиков, но не имел успеха в рейтингах. 8 мая 2014 года канал закрыл сериал после одного сезона. В 2015 году Харден была приглашена на свою первую главную роль на телевидении, в медицинской драме CBS «Реанимация». Роль была изначально написана для 35-летней актрисы, прежде чем продюсеры решили дать её Харден.

## Личная жизнь
С 1996 по 2012 год Харден была замужем за реквизитором Таддеусом Шилом. У них есть трое детей — дочь Юлала Грейс Шил (род. 1998), и близнецы, Джулитта Ди Шил и Хадсон Харден Шил (род. 2004).

## Фильмография

### Кино
| Год  | Название на русском                   | Оригинальное название                      | Роль                        | Примечания                            |
| ---- | ------------------------------------- | ------------------------------------------ | --------------------------- | ------------------------------------- |
| 1979 | Не только незнакомцы                  | Not Only Strangers                         | Дженни                      | короткометражный фильм                |
| 1986 | Создатель политических образов        | The Imagemaker                             | менеджер                    |                                       |
| 1990 | Перекресток Миллера                   | Miller’s Crossing                          | Верна Бернбаум              |                                       |
| 1991 | Опоздавшие к обеду                    | Late for Dinner                            | Джой Хасбенд                |                                       |
| 1992 | Авария                                | Crush                                      | Лейн                        |                                       |
| 1992 | Второе дыхание                        | Used People                                | Норма                       |                                       |
| 1993 | Джеффри Бин 30                        | Geoffrey Beene 30                          | женщина                     | короткометражный фильм                |
| 1994 | Безопасный проход                     | Safe Passage                               | Синтия                      |                                       |
| 1996 | Гриль-бар «Порох»                     | The Spitfire Grill                         | Шелби Годдард               |                                       |
| 1996 | Дневные путешественники               | The Daytrippers                            | Либби                       |                                       |
| 1996 | Неистребимый шпион                    | Spy Hard                                   | мисс Чивас                  |                                       |
| 1996 | Клуб первых жён                       | The First Wives Club                       | доктор Лесли Розен          |                                       |
| 1996 | Роковая яхта                          | Far Harbor                                 | Арабелла                    |                                       |
| 1997 | Флаббер                               | Flubber                                    | доктор Сара Рейнольдс       |                                       |
| 1998 | Отчаянные меры                        | Desperate Measures                         | доктор Саманта Хокинс       |                                       |
| 1998 | Новогодняя история                    | Curtain Call                               | Мишель Типпет               |                                       |
| 1998 | Знакомьтесь, Джо Блэк                 | Meet Joe Black                             | Эллисон                     |                                       |
| 2000 | Космические ковбои                    | Space Cowboys                              | Сара Холланд                |                                       |
| 2000 | Поллок                                | Pollock                                    | Ли Краснер                  |                                       |
| 2001 | Полдень с Гауди                       | Gaudi Afternoon                            | Фрэнки Стивенс              |                                       |
| 2003 | Таинственная река                     | Mystic River                               | Селеста Бойл                |                                       |
| 2003 | Приёмные матери                       | Casa de los babys                          | Нан                         |                                       |
| 2003 | Улыбка Моны Лизы                      | Mona Lisa Smile                            | Нэнси Эбби                  |                                       |
| 2003 | Совсем как Мона                       | Just Like Mona                             | н/д                         |                                       |
| 2004 | Добро пожаловать в Лосиную бухту      | Welcome to Mooseport                       | Грейс Сазерленд             |                                       |
| 2004 | Постскриптум                          | P.S.                                       | Мисси Голдберг              |                                       |
| 2005 | Несносные медведи                     | Bad News Bears                             | Лиз Уайтвуд                 |                                       |
| 2005 | Американское оружие                   | American Gun                               | Дженет Хаттенсон            |                                       |
| 2006 | Американская мечта                    | American Dreamz                            | первая леди                 |                                       |
| 2006 | Мистификация                          | The Hoax                                   | Эдит Ирвинг                 |                                       |
| 2006 | Холст                                 | Canvas                                     | Мэри Марино                 |                                       |
| 2006 | Мёртвая девушка                       | The Dead Girl                              | Мелора                      |                                       |
| 2007 | Невидимый                             | The Invisible                              | Дайан Пауэлл                |                                       |
| 2007 | Пути и путы                           | Rails & Ties                               | Меган Старк                 |                                       |
| 2007 | В диких условиях                      | Into the Wild                              | Билли Маккэндлесс           |                                       |
| 2007 | Мгла                                  | The Mist                                   | миссис Кармоди              |                                       |
| 2008 | Дом                                   | Home                                       | Инга                        |                                       |
| 2008 | Рождественский коттедж                | Christmas Cottage                          | Мэриэнн Кинкейд             |                                       |
| 2009 | Кража в музее                         | The Maiden Heist                           | Роуз Барлоу                 |                                       |
| 2009 | Катись!                               | Whip It                                    | Брук Кэвендер               |                                       |
| 2010 | Кошачья жизнь                         | Une vie de chat                            | Роуз Барлоу                 | мультфильм; озвучка английской версии |
| 2011 | Учитель на замену                     | Detachment                                 | директор Кэрол Дирден       |                                       |
| 2011 | Однажды эта боль принесёт тебе пользу | Someday This Pain Will Be Useful to You    | Марджори Данфур             |                                       |
| 2012 | Если бы я была тобой                  | If I Were You                              | Мэделин                     |                                       |
| 2012 | Ноев ковчег: Новое начало             | Noah                                       | Аама                        | мультфильм; озвучка                   |
| 2013 | Парклэнд                              | Parkland                                   | Дорис Нельсон               |                                       |
| 2013 | Вино лета                             | The Wine of Summer                         | Шелли                       |                                       |
| 2014 | Эльза и Фред                          | Elsa & Fred                                | Лидия                       |                                       |
| 2014 | Магия лунного света                   | Magic in the Moonlight                     | миссис Бейкер               |                                       |
| 2014 | Ты — не ты                            | You’re Not You                             | Элизабет                    |                                       |
| 2015 | Бабушка                               | Grandma                                    | Джуди                       |                                       |
| 2015 | Пятьдесят оттенков серого             | Fifty Shades of Grey                       | доктор Грейс Тревельян Грей |                                       |
| 2015 | Суперстюард                           | Larry Gaye: Renegade Male Flight Attendant | президент ФАФАФА            |                                       |
| 2015 | Библиотекарь                          | After Words                                | Джейн Тейлор                |                                       |
| 2016 | Охота на работу                       | Get a Job                                  | Кэтрин Данн                 |                                       |
| 2017 | На пятьдесят оттенков темнее          | Fifty Shades Darker                        | доктор Грейс Тревельян Грей |                                       |
| 2018 | Пятьдесят оттенков свободы            | Fifty Shades Freed                         | доктор Грейс Тревельян Грей |                                       |
| 2018 | —                                     | Best Enemies                               | мама Софи                   | короткометражный фильм                |
| 2019 | В упор                                | Point Blank                                | лейтенант Льюис             |                                       |
| 2020 | —                                     | Pink Skies Ahead                           | Памела                      |                                       |
| 2021 | Бунтарка                              | Moxie                                      | директор Шелли              |                                       |
| 2025 | Ужас                                  | The Dreadful                               | Морвен                      |                                       |

### Телевидение
| Год       | Название на русском                 | Оригинальное название                 | Роль                         | Примечания                            |
| --------- | ----------------------------------- | ------------------------------------- | ---------------------------- | ------------------------------------- |
| 1987      | Летняя сцена CBS                    | CBS Summer Playhouse                  | Ким                          | эпизод: In the Lion’s Den             |
| 1988      | Супермен: 50 лет в полёте           | Superman 50th Anniversary             | Марша Коннелли               | документальный телефильм              |
| 1988      | Саймон и Саймон                     | Simon & Simon                         | Джоан                        | эпизод: Ties That Bind                |
| 1989      | Гидеон Оливер                       | Gideon Oliver                         | Лайла                        | эпизод: Sleep Well, Professor Oliver  |
| 1990      | Коджак: Не такой слепой             | Kojak: None So Blind                  | Анджелина                    | телефильм                             |
| 1991      | В озере дневного света              | In Broad Daylight                     | Адина Роуэн                  | телефильм                             |
| 1991      | Лихорадка                           | Fever                                 | Лейси                        | телефильм                             |
| 1992      | Синатра                             | Sinatra                               | Ава Гарднер                  | мини-сериал; основная роль            |
| 1995      | Надежда Чикаго                      | Chicago Hope                          | Барбара Томилсон             | эпизод: Internal Affairs              |
| 1995      | Великие представления               | Great Performances                    | н/д                          | эпизод: Talking With                  |
| 1995      | Ковбой под арестом                  | Convict Cowboy                        | Мэгги                        | телефильм                             |
| 1995      | Падшие ангелы                       | Fallen Angels                         | Мари                         | эпизод: Good Housekeeping             |
| 1995      | Убойный отдел                       | Homicide: Life on the Street          | Джоан Гарбарек               | эпизод: A Doll’s Eyes                 |
| 1997      | Путь в рай                          | Path to Paradise                      | Нэнси Флойд                  | телефильм                             |
| 1998      | Труд любви                          | Labor of Love                         | Энни Пайнс                   | телефильм                             |
| 1999      | Спенсер: Крошечные недостатки       | Spenser: Small Vices                  | Сьюзан Сильверман            | телефильм                             |
| 2000      | Призраки прошлого                   | Thin Air                              | Сьюзан Сильверман            | телефильм                             |
| 2000      | Оттуда, где я сижу                  | From Where I Sit                      | Шерон                        | телефильм                             |
| 2001      | Быстрее тени                        | Walking Shadow                        | Сьюзан Сильверман            | телефильм                             |
| 2001—2002 | Воспитание Макса Бикфорда           | The Education of Max Bickford         | Андреа Хаскелл               | телесериал; основная роль             |
| 2002      | Обречённые сердца                   | Guilty Hearts                         | Дженни Моран                 | телефильм                             |
| 2002      | Король Техаса                       | King of Texas                         | миссис Сюзанна Лир Тамлинсон | телефильм                             |
| 2002      | В эхо                               | In the Echo                           | н/д                          | телефильм                             |
| 2004      | Тусовщица                           | She’s Too Young                       | Триш Вогел                   | телефильм                             |
| 2004      | Увидимся в моих мечтах              | See You in My Dreams                  | Анджела Браун                | телефильм                             |
| 2005      | Американские мастера                | American Masters                      | Уилла Кэсер                  | эпизод: Willa Cather: The Road Is All |
| 2005      | Фелисити: История юной американки   | Felicity: An American Girl Adventure  | миссис Марта Мерримен        | телефильм                             |
| 2005      | Ненависть                           | Hate                                  | Джеки Мантелло               | телефильм                             |
| 2005—2013 | Закон и порядок: Специальный корпус | Law & Order: Special Victims Unit     | Стар Моррисон / Дана Льюис   | телесериал; 4 эпизода                 |
| 2006      | Из ночи                             | In from the Night                     | Вики Миллер                  | телефильм                             |
| 2006      | —                                   | Drift                                 | Шерил                        | телефильм                             |
| 2008      | Секс и ложь в Син-сити              | Sex and Lies in Sin City              | Беки Бинион                  |                                       |
| 2008      | Башня                               | The Tower                             | Зоуи Кафритц                 |                                       |
| 2009      | Схватка                             | Damages                               | Клэр Мэддокс                 | телесериал, 13 эпизодов               |
| 2009      | Храброе сердце Ирены Сендлер        | The Courageous Heart of Irena Sendler | Янина Кшижановска            | телефильм                             |
| 2010      | Дорогой доктор                      | Royal Pains                           | доктор Элизабет Блэр         | телесериал; 3 эпизода                 |
| 2011      | История Аманды Нокс                 | Amanda Knox: Murder on Trial in Italy | Эдда Меллас                  | телефильм                             |
| 2011      | Невиновный                          | Innocent                              | Барбара Сабич                | телефильм                             |
| 2011      | Задушенный                          | Smothered                             | Фрэн                         | телефильм                             |
| 2012      | Следствие по телу                   | Body of Proof                         | Шейла Темпл                  | эпизод: Sympathy for the Devil        |
| 2012      | Склонность                          | Bent                                  | Ванесса Картер               | мини-сериал; эпизод: Mom              |
| 2012      | —                                   | Isabel                                | Фрэнсис Лоренц               | телефильм                             |
| 2012—2013 | Трон: Восстание                     | TRON: Uprising                        | Келлер                       | мультсериал; 2 эпизода, озвучка       |
| 2013—2014 | Третья жена                         | Trophy Wife                           | Дайан Бакли                  | телесериал; основная роль             |
| 2013—2014 | Новости                             | The Newsroom                          | Ребекка Холлидей             | телесериал; 10 эпизодов               |
| 2015      | Как избежать наказания за убийство  | How to Get Away With Murder           | Ханна Китинг                 | телесериал; 4 эпизода                 |
| 2015—2018 | Реанимация                          | Code Black                            | доктор Линн Рориш            | телесериал; основная роль             |
| 2019      | Люблю тебя до смерти                | Love You to Death                     | Камилла Столлер              | телефильм                             |
| 2019      | —                                   | The Cold Open                         | в роли самой себя            | короткометражный телефильм            |
| 2019      | Риф-брейк                           | Reef Break                            | Бетти Энн Миллер             | эпизод: The Hohenzollern Collection   |
| 2019      | Конь БоДжек                         | BoJack Horseman                       | разные персонажи             | мультсериал; 3 эпизода; озвучка       |
| 2019      | Утреннее шоу                        | The Morning Show                      | Мэгги Бренер                 | телесериал; роль второго плана        |
| 2020      | Миллион мелочей                     | A Million Little Things               | Элис Мендес                  | эпизод: Guilty                        |
| 2020      | Поселенцы                           | Barkskins                             | Матильда                     | телесериал; основная роль             |

## Награды и номинации
| Награда                        | Год  | Категория                                                   | Название работы                     | Результат |
| ------------------------------ | ---- | ----------------------------------------------------------- | ----------------------------------- | --------- |
| Оскар                          | 2001 | Лучшая женская роль второго плана                           | Поллок                              | Победа    |
| Оскар                          | 2004 | Лучшая женская роль второго плана                           | Таинственная река                   | Номинация |
| Эмми                           | 2007 | Лучшая приглашённая актриса в драматическом телесериале     | Закон и порядок: Специальный корпус | Номинация |
| Эмми                           | 2009 | Лучшая женская роль второго плана в мини-сериале или фильме | Храброе сердце Ирены Сендлер        | Номинация |
| Эмми                           | 2022 | Лучшая приглашённая актриса в драматическом телесериале     | Утреннее шоу                        | Ожидается |
| Независимый дух                | 2001 | Лучшая женская роль второго плана                           | Поллок                              | Номинация |
| Независимый дух                | 2007 | Лучшая женская роль второго плана                           | Американское оружие                 | Номинация |
| Премия Гильдии киноактёров США | 2004 | Лучший актёрский состав в игровом кино                      | Таинственная река                   | Номинация |
| Премия Гильдии киноактёров США | 2004 | Лучший актёрский состав в игровом кино                      | В диких условиях                    | Номинация |
| Спутник                        | 2002 | Лучшая женская роль в мини-сериале или телефильме           | Король Техаса                       | Номинация |
| Спутник                        | 2003 | Лучшая женская роль второго плана в кинофильме              | Таинственная река                   | Номинация |
| Сатурн                         | 2008 | Лучшая женская роль в мини-сериале или телефильме           | Мгла                                | Победа    |
| Золотая малина                 | 2019 | Худшая женская роль второго плана                           | Пятьдесят оттенков свободы          | Номинация |
| Тони                           | 1993 | Лучшая женская роль второго плана в пьесе                   | Ангелы в Америке                    | Номинация |
| Тони                           | 2009 | Лучшая женская роль в пьесе                                 | Бог резни                           | Победа    |